# Verkehrsverbund Vorarlberg
Der Verkehrsverbund Vorarlberg (VVV) ist ein Tarif- und Verkehrsverbund im österreichischen Bundesland Vorarlberg. Zum Zwecke der Koordination wurde 1991 vom Land Vorarlberg eine Betriebstochter geschaffen, die Verkehrsverbund Vorarlberg GmbH (VVV GmbH).

## Verkehrskonzept

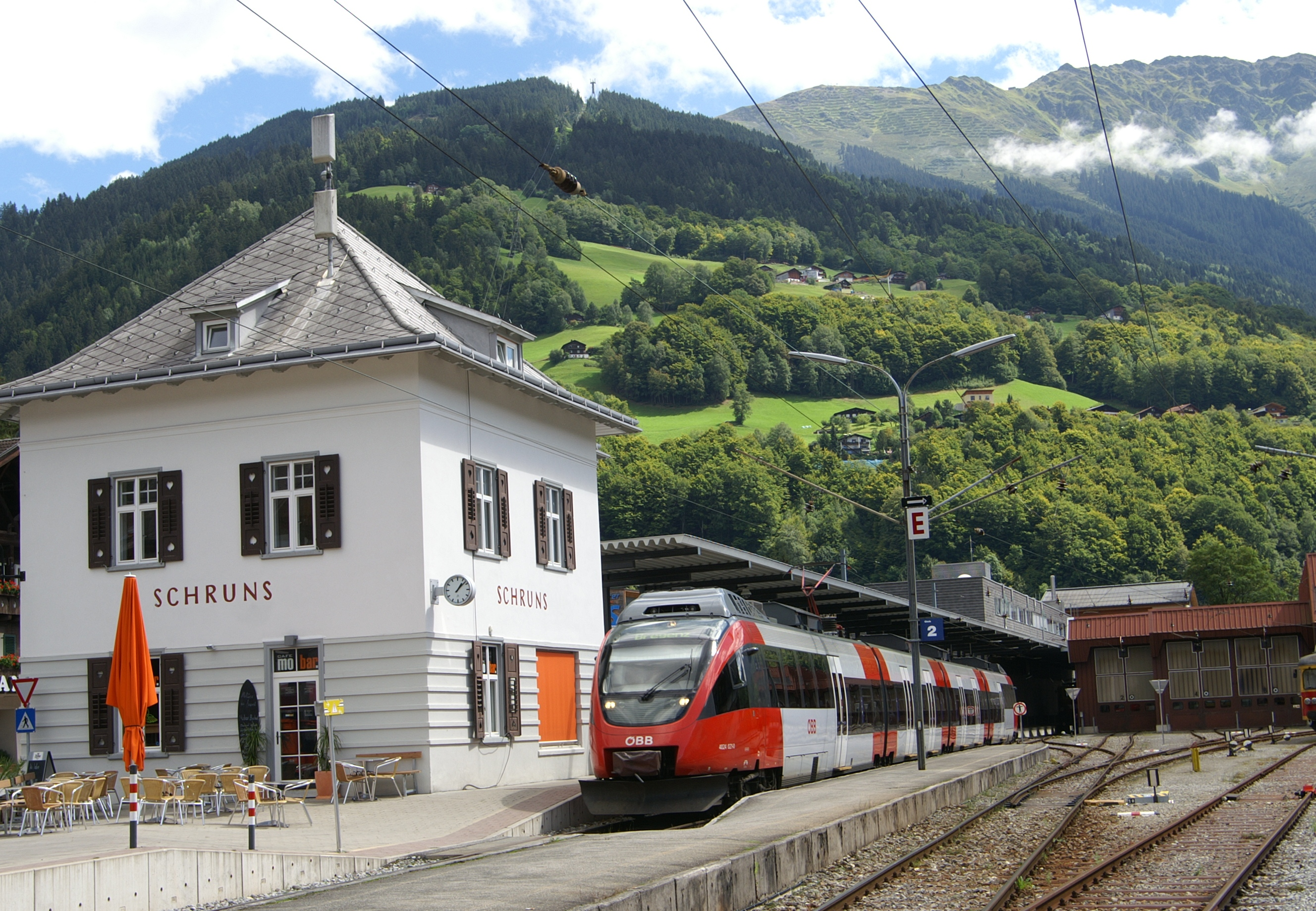
Ein Zug der S-Bahn Vorarlberg im Bahnhof Schruns

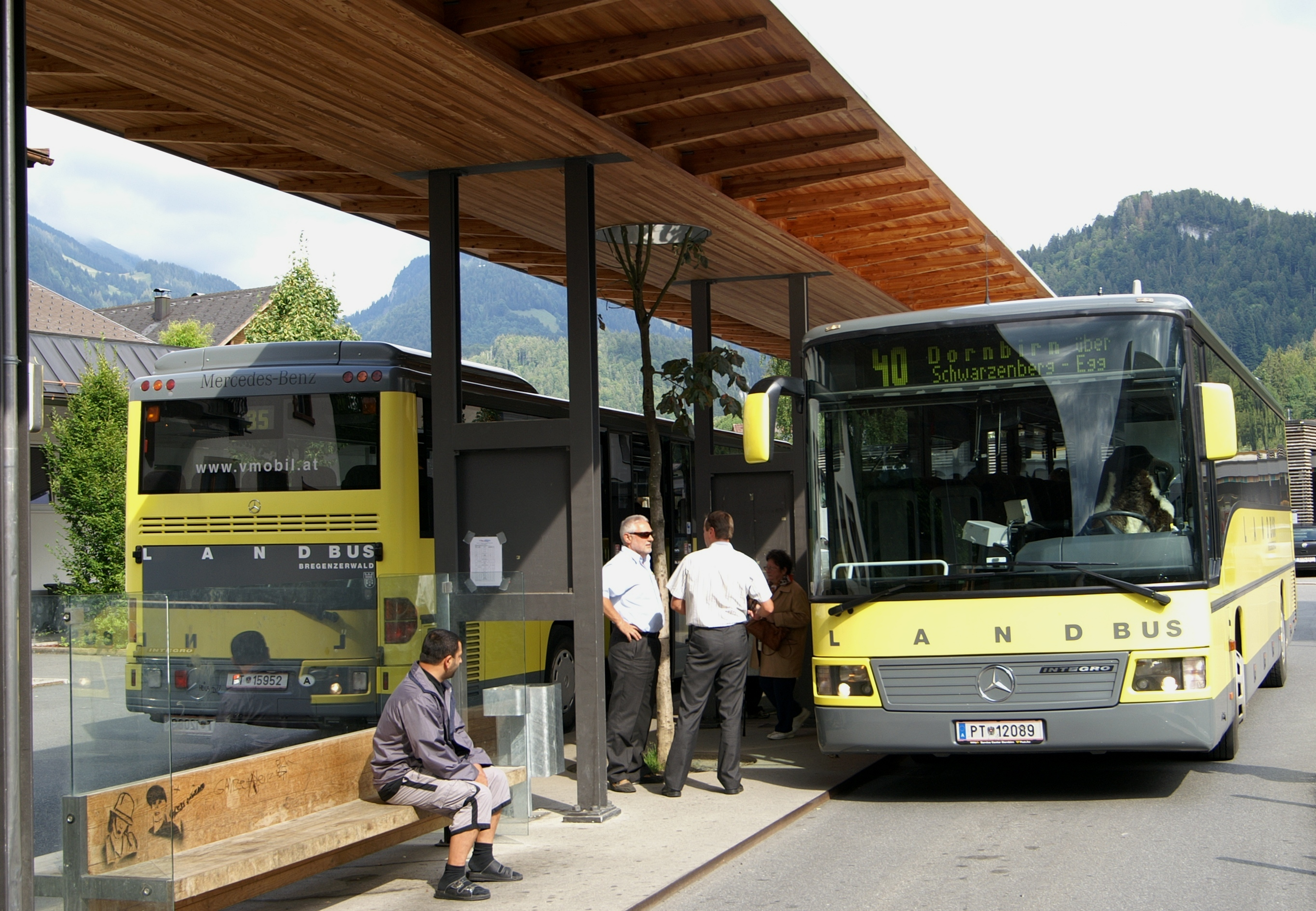
Landbus Bregenzerwald in Bezau, dem Verkehrsknotenpunkt des Bregenzerwalds

Der Verkehrsverbund vereinigt sämtliche im Bereich des Öffentlichen Personennahverkehrs tätigen Unternehmen in Vorarlberg exklusive des Kleinwalsertals. Außerdem inkludiert ist der grenzüberschreitende Verkehr (meist nur für bestimmte Strecken) in die angrenzenden Orte Lindau, Scheidegg, Niederstaufen und Oberstaufen (alle Deutschland) sowie St. Margrethen (Schweiz) und St. Anton am Arlberg im benachbarten Bundesland Tirol.
Der Verkehrsverbund basiert auf einem Vier-Säulen-Modell:
- Einheitliches Tarifsystem
- Taktverkehr und Linienschema
- Corporate Identity
- Öffentliche Finanzierung

Die Bestellung der Dienstleistungen erfolgt, koordiniert vom Verkehrsverbund, entweder durch einzelne Kommunen (beispielsweise Stadtbus Dornbirn, Ortsbus Götzis,) oder durch Gemeindeverbände (Landbus Unterland, Landbus Bregenzerwald, und andere). Unabhängig vom Linienbetreiber (wie Postbus, diverse Privatunternehmen, und andere) sind alle Busse, Haltestellen, und Ähnliches in einem einheitlichen Design gehalten, mit regionalen Farbvariationen. So sind Überlandbuslinien stets in einem Gelbton gehalten. Die Stadtbusse sind in unterschiedlichen Farbtönen lackiert um die Unterscheidung und Wiedererkennung zu erleichtern (Dornbirn rot, Bregenz blau, Kummaregion grün etc.).
Die Züge der ÖBB und der Montafonerbahn (mbs) sind in den Verkehrsverbund Vorarlberg integriert. Um auch hier ein einheitliches Erscheinungsbild zu erreichen, wurden die ÖBB 4024 Triebwagen mit der Aufschrift S-Bahn Vorarlberg beschriftet. Ab Fahrplanwechsel im Dezember 2020 verkehren die Züge der MBS nicht mehr und werden durch ÖBB 4024 und ÖBB 4758 ersetzt.

## Kurzprofil und Leistungsfelder
Der Verkehrsverbund wurde 1991 gegründet und wird seit Ende 1999 als Verkehrsverbund Vorarlberg Gesellschaft mbH (VVV GmbH) mit Sitz in Feldkirch geführt.
Gegenstand des Unternehmens sind gemäß Gesellschaftsvertrag die Einrichtung und Förderung sowie der Betrieb eines Verkehrsverbundes im Gebiet des Landes Vorarlberg und die Wahrnehmung von Aufgaben im Bereich des öffentlichen Personennahverkehrs im Rahmen der verkehrspolitischen Vorgaben der Vorarlberger Landesregierung.
Zu diesen Aufgaben gehören:
- die Mitwirkung bei der Sicherstellung einer angemessenen Bedienung im ÖPNV,

- die Weiterentwicklung des Tarif- und Leistungsangebotes des ÖPNV einschließlich seiner bedarfsgesteuerten Angebotsformen und
- die Sicherung der langfristigen Finanzierbarkeit des ÖPNV in Vorarlberg.

Die VVV GmbH ist eine Verbundorganisationsgesellschaft im Sinne des ÖPNRV-G 1999, vereinigt sämtliche im Bereich des ÖPNV tätigen Unternehmen in Vorarlberg und verantwortet für das Land Vorarlberg im Bereich des öffentlichen Verkehrs u. a. Organisations-, Finanzierungs- und Förderprozesse, Innovation und Kooperation sowie das landesweite Marketing. Dazu gehören die Produktgestaltung (Tarife, Kooperationen), das Design von Fahrzeugen und Haltestellen sowie die Kommunikation nach innen und außen. Auch unterstützt der VVV die regionalen und kommunalen Besteller bei der Abwicklung und Weiterentwicklung eines abgestimmten und vernetzten öffentlichen Verkehrssystems. Die Bestellung der Dienstleistungen erfolgt über den VVV als ausschreibende Stelle entweder durch einzelne Kommunen (z. B. Stadtbus Bregenz, Ortsbus Lech etc.), oder durch Gemeindeverbände (z. B. Landbus Unterland, Landbus Bregenzerwald etc.).
Unabhängig vom Linienbetreiber sind alle Busse, Haltestellen etc. in einem einheitlichen Design gehalten. Regionale Farbvarianten stärken die örtliche Identifikation. Insgesamt treten 15 Organisationen bzw. Kommunen als Besteller auf, 37 Unternehmen sind Betreiber von Bus- und Bahnlinien. Auch die Züge der ÖBB und der Montafonerbahn sind voll in den Verkehrsverbund Vorarlberg integriert.
Die Verkehrsverbund Vorarlberg GmbH ist geschäftsführendes Mitglied bei Mobilitätsverbünde Österreich, dem Zusammenschluss der sieben regionalen österreichischen Verkehrsverbünde, die gemeinsam für die Umsetzung und laufende Optimierung des öffentlichen Verkehrsnetzes sowie Mobilitätslösungen in ganz Österreich sorgen.

## Mitglieder im VVV
- S-Bahn Vorarlberg
- Landbus Unterland
- Landbus Bregenzerwald
- Landbus Oberes Rheintal
- Landbus Walgau, Großes Walsertal und Brandnertal
- Landbus Montafon
- Landbus Klostertal und Arlberg
- Stadtbus Bregenz
- Stadtbus Dornbirn
- Stadtbus Feldkirch
- Stadtbus Bludenz
- Ortsbus AmKumma
- Ortsbus Damüls
- Ortsbus Lech
- Ortsbus Schruns-Tschagguns

### Verkehrsunternehmen (Auswahl)
- ÖBB
- Montafonerbahn AG
- Österreichische Postbus AG
- Regiobus Rheintal GmbH
- mbsBus GmbH
- AXL Arlberg Express Linienverkehr GmbH
- RTB Rheintal Bus AG
- Verkehrsbetrieb LIECHTENSTEINmobil
- und weitere

## Kritik
Der Verkehrsverbund Vorarlberg hat in Vorarlberg eine marktbeherrschende Stellung. Seit 1. Jänner 2025 wird auf Anweisung des Verkehrsverbunds Vorarlberg für jede mit Bargeld im Omnibus beim Lenker oder auch am Fahrkartenautomat gelöste Fahrkarte 50 Cent mehr berechnet. Digitale Tickets sind hingegen günstiger. Die Volkshilfe Vorarlberg und der Pensionistenverband Vorarlberg wollen gegen diese Benachteiligung von sozial deprivierten und/oder älteren Menschen vorgehen. Diese Organisationen nennen diesen 50-Cent-Aufschlag eine „Strafgebühr“. Alle Menschen sollen gleich behandelt werden, unabhängig davon, ob sie mit Bargeld zahlen oder nicht. Anton Schäfer kritisiert im ORF Vorarlberg-Interview, dass die neue Regelung sozial schwache Menschen am härtesten treffen werde. Auch hätten in Vorarlberg nicht alle Menschen ein Bankkonto oder ein Smartphone, von welchem man die Kosten für ein elektronisches Ticket abbuchen könne, was diese benachteilige.
Im Kontrollausschuss des Vorarlberger Landtags sprachen sich am 22. Jänner 2025 anlässlich der Debatte zum Rechnungshofbericht des VVV die Abgeordneten von SPÖ, NEOS und Teilen der Grünen dafür aus, diese „Strafgebühr“ wieder abzuschaffen. Von der SPÖ wurde der Antrag gestellt, der Vorarlberger Landtag möge beschließen: Die Landesregierung wird aufgefordert, umgehend Gespräche mit dem Vorarlberger Verkehrsverbund aufzunehmen und dafür Sorge zu tragen, dass der Erwerb von ÖPNV-Tickets über den Fahrscheinautomaten bzw. beim Personal vor Ort nicht zu einer Benachteiligung durch höhere Preise führt. Der derzeitige Aufschlag von 50 Cent beim Ticketerwerb über den Fahrscheinautomaten bzw. beim Personal vor Ort ist zu streichen und die Ticketpreise beim Erwerb über den Fahrscheinautomaten bzw. beim Personal vor Ort sind jenen Grundtarifen anzugleichen, die über digitale Geräte angeboten werden. Im April 2025 wurde als Reaktion die Erhöhung bei den Fahrscheinautomaten zurückgenommen.